# Фреден, Вильгельм Ино Адольф фон
Вильгельм Ино Адольф фон Фреден (Фриден) (нем. Wilhelm von Freeden; 12 мая 1822, Норден, Германский союз — 11 января 1894, Бонн) — немецкий математик, специалист в области морского дела и навигации, естествоиспытатель и океанограф.

## Биография
Родился в семье морского капитана, а затем судовладельца. После окончания средней школы изучал математику и естественные науки в университетах Бонна и Гёттингена. С 1845 года учительствовал в гимназиях.
С 1856 года был ректором навигационной школы в Эльсфлете. С 1867 до 1875 года управлял основанной им северогерманской (позже германской) морской обсерваторией в Гамбурге. Задача морской обсерватории заключалась в том, чтобы давать капитанам кораблей точные предложения по определению оптимального маршрута с учётом новейших научных данных и собранных наблюдений, тем самым сокращая время и затраты в пути. Сам Фреден написал почти 800 таких инструкций по плаванию, которые всегда обновлялись и дополнялись за счёт подробных бесед с капитанами и систематического анализа судовых журналов.
В 1871 году был избран депутатом в рейхстаг, где примкнул к партии национал-либералов.
Опубликовал несколько морских учебников и справочников. Кроме того, в течение многих лет проводил систематические метеорологические наблюдения и измерения, которые легли в основу его более поздних климатологических публикаций. Труды фон Фредена касаются практического мореплавания, океанографии, океанической метеорологии, судоходной статистики, штурмовых предостережений:

## Избранные публикации
- «Nautische Hilfstafeln» (Ольденбург, 1862),
- «Die Praxis der Methode der Kleinsten Quadrate» (Брауншвейг, 1863),
- «Handbuch der Nautik» (Ольденбург, 1864),
- «Ueber die wissenschaftliche Ergebnisse der ersten deutschen Nordfahrt von 1868»,
- «Nordwestdeutscher Wetterkalender»,
- «Dampferwege zwischen dem Kanal und New-York»;
- «Monatliche Wind-Strom- und Temperaturkarten des Nord-Antlantic» (ib., 1874),
- «Barometterbuch zum Gebrauch der Seeleute» (Ольденбург, 1885),
- «Zur Erläuterung des Strassenrechts auf See» (Гамбург, 1872).

В 1849—1850 годах он, кроме того, в соавт. издавал «Freie Blätter» в Евере, а с 1870 года «Hansa Zeitschrift für Seewesen».

## Отличия и награды
За заслуги Вильгельма фон Фредена в поддержке Первой и Второй немецкой экспедиции на Северный полюс (1868 и 1869/70 гг.) под руководством Карла Колдевея и Австро-Венгерской полярной экспедиции 1872—1874 гг. в его честь были названы следующие объекты:
- - остров Фреден архипелага Земля Франца-Иосифа
  - Мыс Фриден на архипелаге Шпицберген.
  - Залив Фриден на юге острова о. Шаннон на восточном побережье Гренландии
  - банка Фридена в море Уэдделла в Антарктиде.
  - подводная гора Фриден в южной части Тихого океана .